# Geelvoetzijdeaapje
Het geelvoetzijdeaapje (Mico chrysoleucos) is een zoogdier uit de familie van de klauwaapjes (Callitrichidae). De wetenschappelijke naam van de soort werd voor het eerst geldig gepubliceerd door Johann Andreas Wagner in 1842.

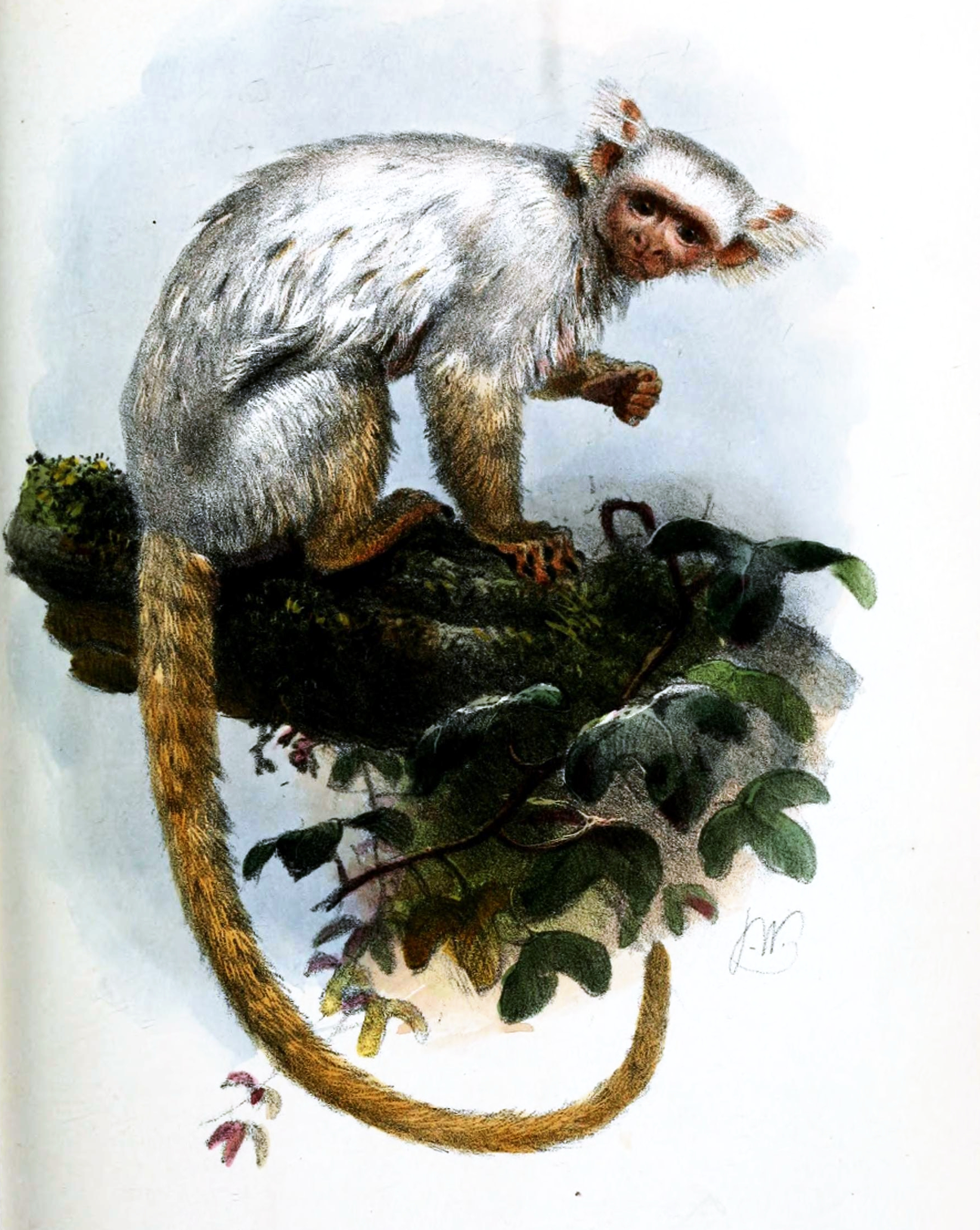
Illustratie van Mico chrysoleucus

## Voorkomen
De soort komt voor in Brazilië.